# سونجيف ساهوتا
سونجيف ساهوتا (بالإنجليزية: Sunjeev Sahota)‏‏ (1981 في ديربي - )؛ روائي من المملكة المتحدة.

## الجوائز
- Encore Award [الإنجليزية]‏[5]
- زميل في الجمعية الملكية للأدب